# Ерёмин, Иван Андреевич
Иван Андреевич Ерёмин (1921—1991) — подполковник Советской Армии, участник Великой Отечественной войны, Герой Советского Союза (1945).

## Биография
Иван Ерёмин родился 12 апреля 1921 года в деревне Верхние Мармыжи (ныне — Плавский район Тульской области). Окончил три курса Тульского железнодорожного техникума. В 1940 году Ерёмин был призван на службу в Рабоче-крестьянскую Красную Армию. В 1942 году окончил Таганрогскую военную авиационную школу пилотов, в 1944 году — Чкаловское военное авиационное училище. С июня того же года — на фронтах Великой Отечественной войны. Участвовал в освобождении Белорусской ССР и Польши, боях в Восточной Пруссии и непосредственно в самой Германии.
К концу марта 1945 года младший лейтенант Иван Ерёмин командовал звеном 103-го штурмового авиаполка 230-й штурмовой авиадивизии 4-й воздушной армии 2-го Белорусского фронта. К тому времени он совершил 131 боевой вылет на штурмовике «Ил-2» на штурмовку скоплений боевой техники и живой силы противника.
Указом Президиума Верховного Совета СССР от 18 августа 1945 года за «отвагу и мужество, проявленные при нанесении бомбовых и штурмовых ударов по противнику» младший лейтенант Иван Ерёмин был удостоен высокого звания Героя Советского Союза с вручением ордена Ленина и медали «Золотая Звезда».
После окончания войны Ерёмин продолжил службу в Советской Армии. В 1956 году он окончил Военно-воздушную инженерную академию. В 1962 году в звании подполковника он был уволен в запас. Проживал в Москве, преподавал в ПТУ № 73. Умер 21 ноября 1991 года, похоронен на Митинском кладбище Москвы.
Был также награждён двумя орденами Красного Знамени, орденами Отечественной войны 1-й и 2-й степеней, двумя орденами Красной Звезды, рядом медалей.